# Škoda Rapid (Индия)
Škoda Rapid — субкомпактный автомобиль производства Škoda India, дочернего предприятия чешского автопроизводителя Škoda Auto в Чакан, Индия. В Индии он был запущен на рынок в ноябре 2011 года. В конце 2016 года дебютировала рестайлинговая версия.

## Индийская версия

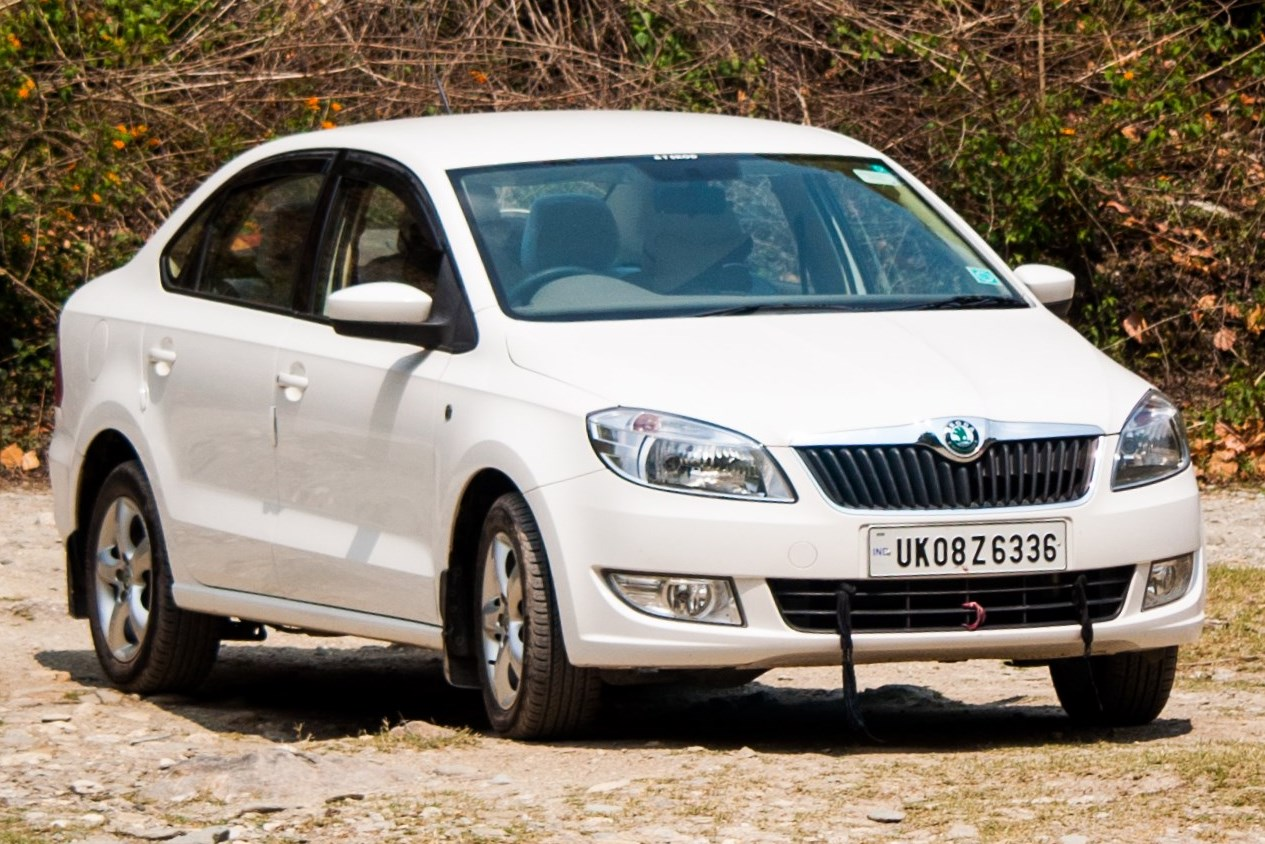
Дорестайлинговая версия индийской Škoda Rapid

В октябре 2011 года, Škoda восстановил название Rapid (в 1984—1990 годах под этим именем продавалось купе Škoda Rapid), ребеджировав индийский Volkswagen Vento (Polo Sedan в России). Машины идентичны, за исключением решетки радиатора, фар, бамперов, задних фонарей и некоторых частей внутренней и внешней отделки. Автомобиль производится наряду с Vento на заводе Volkswagen India в SEZ, Чакан, Махараштра.
Салон практически идентичен салону своего индийского собрата Vento, кроме рулевого колеса Škoda (которое не имеет кнопок), приборной панели, рычага переключения передач и аудиосистемы. Полностью чёрная, центральная консоль имеется несоответствие в отдельных её частях: вентиляционные отверстия, кнопки и климат-контроль исходны от Volkswagen, а аудиосистема, с большими кнопками и надписями — от Škoda. Интерьер Rapid включает в себя двойной тон обивки, информационное табло, систему помощи водителю, центральную консоль, аудиосистему, регулируемые сиденья, подголовники, подлокотники, наклон руля.
У автомобиля передняя подвеска — макферсон, задняя — зависимая на рычагах; передние тормоза — дисковые, а задние — барабанные. Рулевое колесо имеет усилитель. Колёсные диски — 14 или 15-дюймовые. Rapid поставляется в двух вариантах: с бензиновым (МКПП или АКПП) и дизельным двигателем.

## Производство
Škoda India запустили Rapid в производство 16 ноября 2011 года в Индии.
В декабре 2011 года автомобиль был признан Семейным автомобилем года профессиональными водителями и журналистами в индийской версии журнала Top Gear.

## Международная версия
Версия для европейского и других рынков  значительно отличается. Дизайн и некоторые технические характеристики позаимствованы у Škoda Fabia II и Škoda Roomster. Кроме того, европейская версия выпускается в кузове лифтбек, а позже — и в кузове хетчбэк.